# Xanthopimpla konowi
Xanthopimpla konowi är en stekelart som beskrevs av Krieger 1899. Xanthopimpla konowi ingår i släktet Xanthopimpla och familjen brokparasitsteklar. Inga underarter finns listade i Catalogue of Life.